# Дилан Луелин
Дилан Џон Луелин (енгл. Dylan John Llewellyn; 10. септембар 1992) је британски телевизијски и филмски глумац.
Луелин је најпознатији по улози Келбија Хартфорда у серији Више од раја.